# Fernand Debaedts
Fernand Debaedts (Turnhout, 7 augustus 1923 - Wilrijk, 17 maart 2015) was een Belgisch magistraat. Hij was rechter bij het Arbitragehof van 1984 tot 1993 en voorzitter van de Nederlandse taalgroep van het Hof voor enkele maanden in 1993.

## Levensloop
Fernand Debaedts werd op 10 september 1984 rechter bij het pas opgerichte Arbitragehof, later Grondwettelijk Hof genoemd. Op 2 februari 1993 volgde hij Jan Delva op als voorzitter van de Nederlandse taalgroep. Zijn carrière bij het Arbitragehof eindigde op 6 augustus 1993. Hij werd als voorzitter van de Nederlandse taalgroep door Louis De Grève opgevolgd.
Naast zijn carrière als rechter was hij ook hoogleraar aan de Universiteit Antwerpen.
Hij was tweemaal gehuwd. Zijn tweede huwelijk was met schrijfster en psychologe Irina van Goeree.

## Onderscheidingen
- België Grootkruis in de Kroonorde
- België Grootofficier in de Leopoldsorde

## Selecte bibliografie
- Machtsafwending, Brussel, Larcier, 1956
- Algemeen kieswetboek: inrichtingswet der provincieraadsverkiezingen, Brussel, CAD, 1958 (co-auteurs Emiel Jonckheere en Michel Dumont)
- Gemeenteraadsverkiezingen, Brugge, Die Keure, 1960
- Preadvies over pseudo-wetgeving, Zwolle, Tjeenk Willink, 1966 (co-auteur Jo van der Hoeven)
- Gemeenteraadsverkiezingen, Brugge, Die Keure, 1970
- De algemene rechtsbeginselen in het administratiefrecht, Antwerpen, Kluwer rechtswetenschappen, 1991 (co-auteurs Jan Gijssels, Eric Dirix en Mark Van Hoecke)
- Prejudiciële vragen aan het Grondwettelijk Hof, Antwerpen, Wolters Kluwer, 2016 (co-auteur Jan Smets)